# Fotbalová reprezentace Západní Sahary
Západosaharská fotbalová reprezentace (arabsky منتخب الصحراء الغربية لكرة القدم) reprezentuje Západní Saharu, sporné území v Africe. Není členem FIFA ani AFC, proto se nemůže účastnit mistrovství světa. Je členem World Unity Football Alliance (WUFA). Byla členem NF-Board a poté CONIFA, ze které vystoupila.
Zápasy hraje na Stade Sheikh Mohamed Laghdaf v Laayoune s kapacitou 15 000 míst.

## Trenéři
- Sidahmed Erguibi Ahmed Baba Haiai (2010–2017)
- Mohandi Abdelay Mulay (2018–dosud)